# Gare de Basse-Ham
Pour les articles homonymes, voir Gare de Ham.
La gare de Basse-Ham est une gare ferroviaire française de la ligne de Thionville à Apach située sur le territoire de la commune de Basse-Ham, dans le département de la Moselle, en région Grand Est.
Elle est mise en service en 1878, par la Direction générale impériale des chemins de fer d'Alsace-Lorraine.
C'est aujourd'hui une halte voyageurs de la Société nationale des chemins de fer français (SNCF) desservie, uniquement les week-ends et fêtes, par des trains régionaux du réseau TER Grand Est.

## Situation ferroviaire
Établie à 152 mètres d'altitude, la gare de Basse-Ham est située au point kilométrique (PK) 5,611 de la ligne de Thionville à Apach, entre les gares de Thionville et de Kœnigsmacker.

## Histoire
La station de Basse-Ham est mise en service le 15 mai 1878 par la Direction générale impériale des chemins de fer d'Alsace-Lorraine, lorsqu'elle ouvre à l'exploitation la ligne de Thionville à Trèves à voie unique.
Le bâtiment voyageurs est construit en 1895 après la mise à deux voies de la ligne (1893).
Dans la deuxième moitié du XXe siècle la gare devient une halte et le bâtiment voyageurs est vendu. Le 15 décembre 2013 la relation TER entre Thionville et Apach est supprimée. La desserte de la halte voyageurs se limite aux circulations des trains de la relation Metz-ville - Trèves les week-ends et jours fériés.

## Service des voyageurs

### Accueil
Halte SNCF, c'est un point d'arrêt non géré (PANG) à accès libre. Elle dispose d'un abri sur le quai jouxtant l'ancien bâtiment voyageurs.
La traversée des voies et le passage d'un quai à l'autre s'effectuent par le passage à niveau routier.

### Desserte
Basse-Ham est desservie, uniquement les samedis, dimanches et jours fériés, par les trains TER Grand Est qui effectuent des missions entre les gares de Metz-Ville et de Trèves.

### Intermodalité
Le stationnement des véhicules est difficile mais possible à proximité.

## Patrimoine ferroviaire
L'ancien bâtiment voyageurs est le premier de la ligne à être vendu par la SNCF. Construit en 1895, par la Direction générale impériale des chemins de fer d'Alsace-Lorraine, c'est un bâtiment de « type 2 standard » qui disposait d'une salle d'attente, d'un guichet et du bureau du chef de gare au rez-de-chaussée, un logement était aménagé à l'étage. L'ancien bâtiment principal de la gare est devenu une habitation privée.